# Colin Wells
Colin Michael Wells (ur. 15 listopada 1933 w West Bridgford, zm. 11 marca 2010 w Bangor) – brytyjski historyk starożytności, specjalizujący się w tematyce starożytnego Rzymu.
Ukończył Oriel College w Oksfordzie, w 1965 roku uzyskał tytuł doktora. Wykładowca Uniwersytetu w Ottawie (1960-1988) i Trinity University w San Antonio (1988-2005). Był członkiem Society of Antiquaries of London, członkiem korespondentem Deutsches Archäologisches Institut i członkiem honorowym Brasenose College w Oksfordzie. Wykładał gościnnie na University of California, Berkeley (1978) i Université Marc Bloch w Strasburgu (1990). Autor 4 książek oraz ponad 120 artykułów i recenzji. W latach 1976–1986 i 1990-1992 uczestniczył w pracach archeologicznych na terenie starożytnej Kartaginy.
Był żonaty z Kate Hughes, córką brytyjskiego pisarza Richarda Hughesa.